# 제22지원사령부
제22전구지원사령부(22th Sustainment Command (Theater))는 미국 육군의 지원사령부였다.

## 역사
베트남 전쟁에서 귀환한 제1군수사령부가 1970년 12월 7일, 제22야전군지원사령부의 임무를 넘겨받고 제1야전군지원사령부로 개편되었다.
1990년 8월 19일 사우디 아라비아 다란에서 미국 중부 육군 임시 지원사령부)로서 노먼 슈워츠코프의 군수참모였던 윌리엄 파고니스 장군의 지휘하에서 창설되었다. 이후, 12월 16일에 제22지원사령부로 개편되었다. 실제 운영은 8월 10일부터였으며, 걸프 전쟁의 사막 방패 작전부터 사막 폭풍 작전, 증원되어 전개했었던 부대의 본토 귀환 작전인 데저트 페어웰 작전을 마지막으로 해산하였다. 이후의 부대의 계보는 제1지역지원단(1st Area Support Group)으로 이어졌다.
2010대 후기에 잠시 워싱턴주의 포트 루이스에서 제1(I)군단 지원사령부로서 주둔하였는데, 제593지원여단을 휘하에 두었다.

## 전투 서열

### 워싱턴 주둔
- 제593지원여단
  - 제593특수병력대대
  - 제57수송대대
  - 제80병기대대

### 걸프 전쟁
- 제800군사경찰여단
- 제111병기단
- 제475병참단 (POL)
- 제3수송사령부 - 사우디아라비아
- 제7수송단
- 제32수송단
- 제318이동관제국 (육군 예비군) - 뉴욕, 자메이카
- 제93이동관제대대 (임시)
- 제49이동관제대대

## 기록

### 소속
1. 미국 중부 육군, 1990년 8월 19일
2. 제1(I)군단, 불명

### 계보
- 1966년? - 22nd Field Army Support Command→제22야전군지원사령부
- 1990년 8월 19일 - ARCENT Support Command (Provisional)→미국 중부 육군 임시지원사령부
- 1990년 12월 16일 - 22th Support Command→제22지원사령부
- 불명, 22th Sustainment Command (Theater)→제22전구지원사령부

### 전역
- 서남아시아, 걸프 전쟁

## 참고
1. ↑  Rottman & Volstad 1996, 5쪽.

- “United States Army Reserve In Operation Desert Storm” (PDF) (영어). Program Analysis and Evaluation Division, Headquarters, Department of Army. 1994년 3월 31일. 2017년 4월 29일에 원본 문서 (PDF)에서 보존된 문서. 2017년 11월 12일에 확인함.
- Rottman, Gorden L.; Volstad, Ronald (1996). 《Armies of the Gulf War》. Elite Series No,45 (영어). Bloomsbury. ISBN 9781855322776.
- “Desert Shield / Desert Storm Order of Battles”. 《www.transportation.army.mil》 (영어). United States Army Transportation Corps Museum. 2017년 10월 11일. 2017년 11월 20일에 원본 문서에서 보존된 문서. 2017년 11월 12일에 확인함.